# بابوم (باد كاليه)
بابوم، باد كاليه (بالفرنسية: Bapaume)‏ هي بلدية تقع في إقليم باد كاليه من منطقة نور با دو كاليه في شمال فرنسا. تبلغ مساحة هذه المدينة 5.76 (كم²)، وترتفع عن سطح البحر 122 م، يبلغ عدد سكانها 4106 نسمة حسب إحصاء المعهد الوطني للإحصاء والدراسات الاقتصادية سنة 2009 م. وترأس Jean-Paul Delevoye البلدية خلال فترة (2008-2014).

## توأمة
لبابوم (باد كاليه) اتفاقيات توأمة مع:
- مويرس

## معرض صور

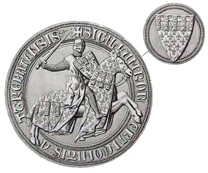
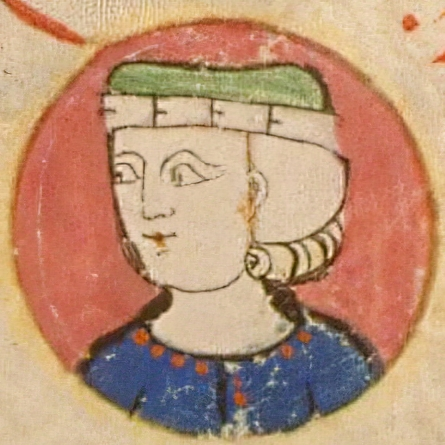
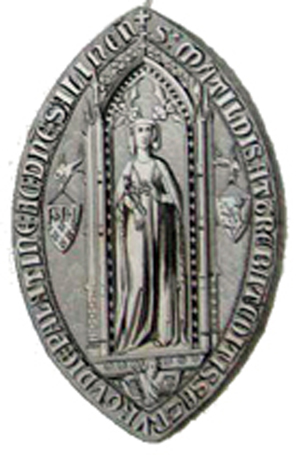
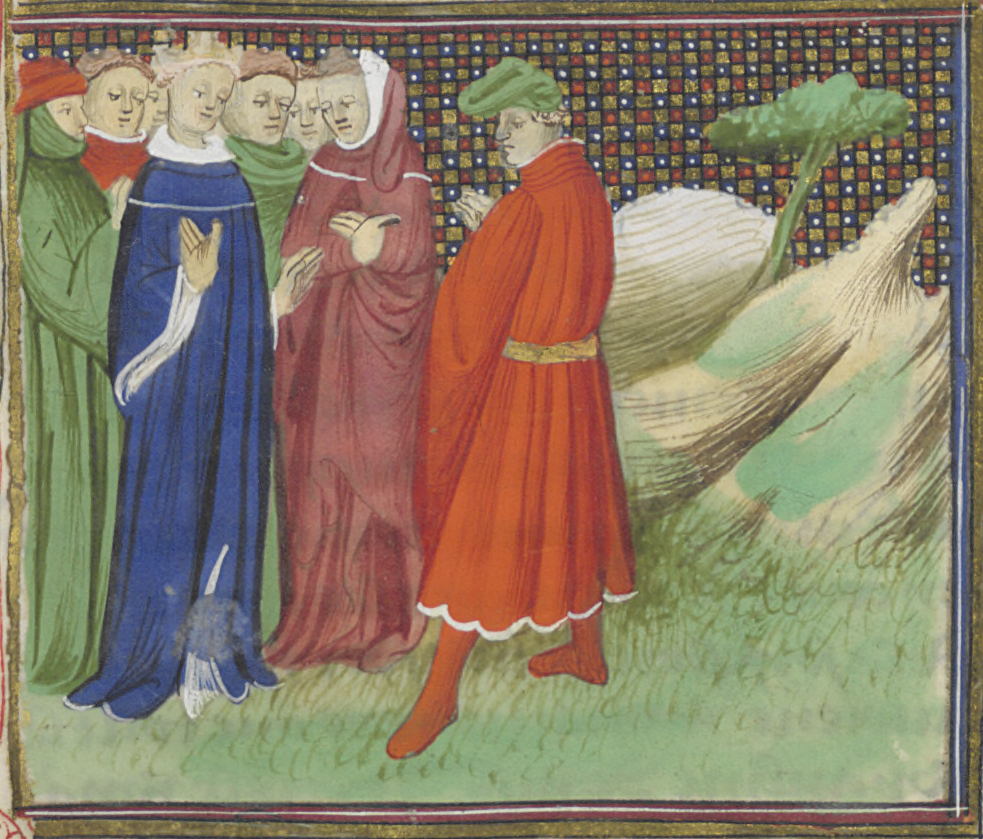

## أعلام
- هيرفيه إل. لورو